# Bettina Pahn
Bettina Pahn (* vor 1970 in Erfurt) ist eine deutsche Sängerin (Sopran).

## Leben und Wirken
Bettina Pahn studierte Violoncello, bevor sie an der Hochschule für Musik Hanns Eisler Berlin ein Gesangsstudium aufnahm, das sie an der Musikhochschule Frankfurt bei Elsa Cavelti fortsetzte. Außerdem wurde sie von der niederländischen Sängerin und Gesangspädagogin Margreet Honig unterrichtet.
Pahns Schwerpunkte liegen in den Bereichen Oratorium, Alte Musik und Liedinterpretation. Sie konzertierte unter anderem in der Carnegie Hall, im Concertgebouw Amsterdam sowie im Schloss Esterházy und gastierte bei Festspielen wie dem Schleswig-Holstein Musik Festival, den Göttinger Händel-Festspielen, den Schwetzinger Festspielen, der Bach Biennale Weimar, den Händel-Festspielen Halle, den Innsbrucker Festwochen der Alten Musik, beim Festival Itinéraire Baroque en Périgord, den Bach-Wochen in der Hamburger Hauptkirche St. Michaelis  und den Internationalen Musiktagen im Dom zu Speyer.
Pahn arbeitete mit Dirigenten wie Ton Koopman, Frieder Bernius, Thomas Hengelbrock, Pierre Cao, Patrick Peire und Peter Rundel zusammen. Kammermusikalisch bildet sie ein Duo mit dem Lautenisten Joachim Held und konzertierte zudem unter anderem mit Christine Schornsheim und der Pianistin/Cembalistin Tini Mathot.
Seit 2017 lehrt Pahn an der Hochschule für Künste Bremen im Fachbereich „Gesang Alte Musik“. Zudem gibt sie Meisterklassen und Gesangskurse, unter anderem am Koninklijk Conservatorium Den Haag und wirkt als Jurorin.

## Diskografie
- Deutsche Volkslieder. Das Lieben bringt groß’ Freud’. Bettina Pahn (Sopran), Joachim Held (Laute). Hänssler Classic, 2007.
- Felix Mendelssohn Bartholdy: Denn er hat seinen Engeln befohlen. Solisten: u. a. Bettina Pahn, Kammerchor Stuttgart, Leitung Frieder Bernius. Carus, 2008.
- Stille Nacht. Deutsche Weihnachtslieder. Bettina Pahn (Sopran), Joachim Held (Laute). Hännsler Classic, 2009.
- Ton Koopman: Dieterich Buxtehude Opera Omnia XIV. Vocal Works 5. Challenge Classics/Antoine Marchand, 2011.
- Ton Koopmann: Dieterich Buxtehude Opera Omnia XVIII. Vocal Works 8. Challenge Classics/Antoine Marchand, 2013.
- Ton Koopman: Dieterich Buxtehude Opera Omnia XIX. Vocal Works 9. Challenge Classics/Antoine Marchand, 2014.
- Es war ein König in Thule. Lieder von Zelter, Reichardt, Schulz und Rust. Bettina Pahn (Sopran), Tini Mathot (Hammerklavier). Naxos, 2014.
- Henri-Jaques de Croes: Motetten. Bettina Pahn, Julian Podger, Peter Harvey, Capella Brugensis, Collegium Instrumentale Brugense, Leitung: Patrick Peire. Etcetera, 2017.